# 10478 Alsabti
A 10478 Alsabti (ideiglenes jelöléssel 1981 WO) a Naprendszer kisbolygóövében található aszteroida. Edward L. G. Bowell fedezte fel 1981. november 24-én.